# 天主教艾克斯总教区

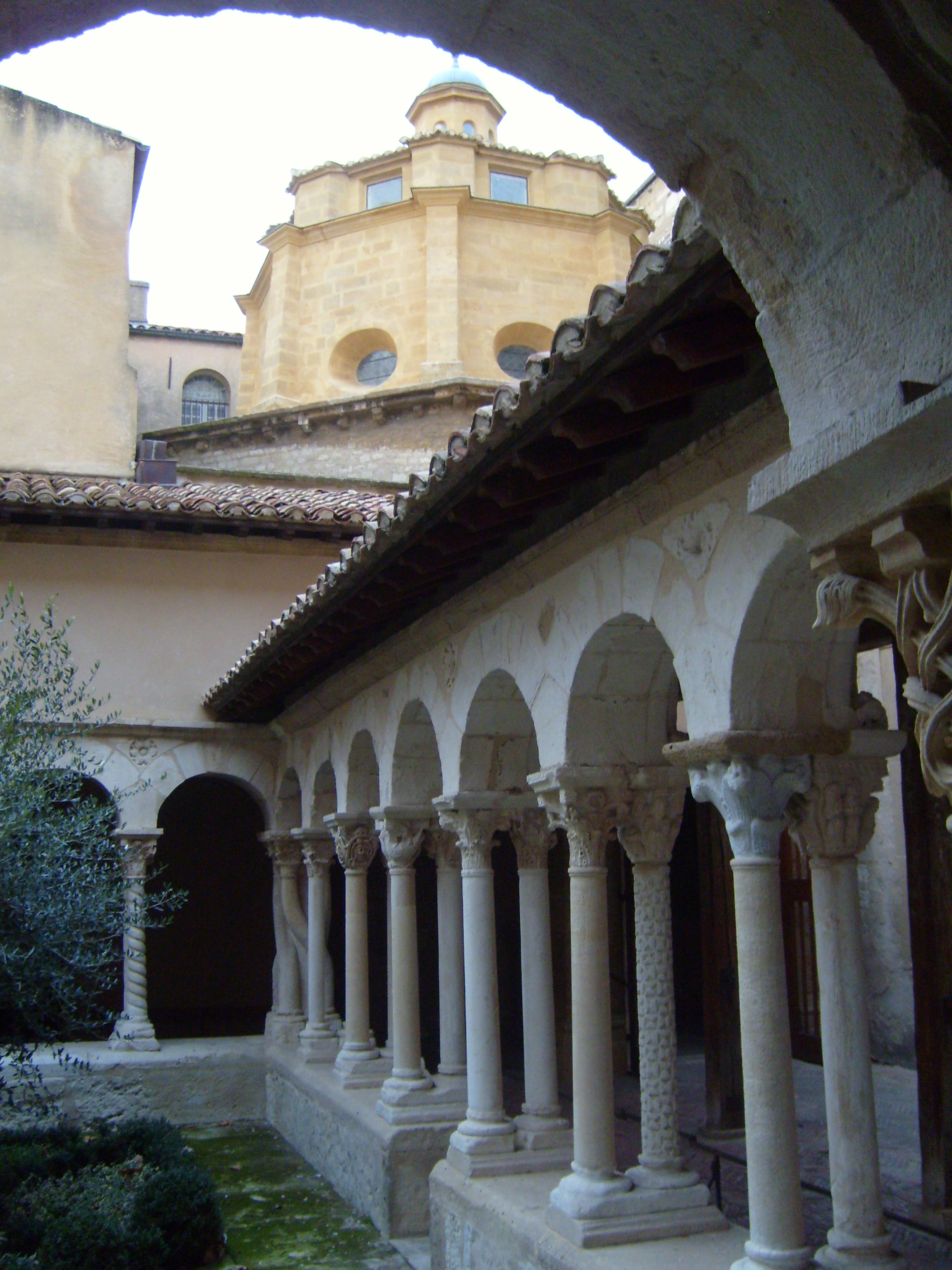
从主教座堂的回廊看八角形的洗礼堂

天主教艾克斯总教区是罗马天主教在法国南部设立的一个总教区，主教座堂设在艾克斯，范围相当于普罗旺斯-阿尔卑斯-蓝色海岸大区的罗讷河口省（减去马赛专区）。
艾克斯教区成立于第1世纪，5世纪升格为总教区。目前是天主教马赛总教区的附属教区。 
现任总主教 Claude Feidt。